# Катастрофа ATR 72 біля Палермо
Рейс Tuninter 1153 авіакомпанії Tuninter 6 серпня 2005 року (ATR-72), вилетів із Міжнародного аеропорту Барі в Барі (Італія) та взяв курс на аеропорт Джерба на острові Джерба (Туніс). Під час польоту на крейсерській висоті в літака раптово відмовив другий двигун (правий), пілоти почали перезапуск, як несподівано відмовив перший двигун (лівий). Через це літаку довелося здійснити аварійну посадку на воду, не долетівши 20 морських миль до найближчого аеропорту в Палермо. 16 з 39 людей на борту загинуло.

## Екіпаж
- Чафік Гарбі — капітан повітряного судна
- Алі Кібаєр — другий пілот
- Чокрі Харбауі — бортінженер

## Хронологія подій
Під час виконання польоту на висоті 23 000 футів (~7600 м) відмовив 2-й двигун, через 100 секунд відмовив і 1-й двигун. Після зупинки двигунів літак почав планування з висоти 17 000 футів (~5700 метрів).
Пілоти були впевнені, що на борту літака є паливо, оскільки паливомір показував наявність 1800 кг авіаційного пального. Спроби запустити двигуни були безрезультатні, і капітан Чафік Габрі вирішив здійснити аварійну посадку на воду.
Близько 15:40 UTC 6 серпня 2005 року літак ATR-72 з тангажем 9° на швидкості 230 км/год врізався у воду. 16 з 39 людей на борту загинули, інші отримали травми. Капітан Гарбі і другий пілот Кібаєр залишилися живі, а бортінженер Харбауі — загинув. Після удару люди вибралися з тонучого літака до секції крил, які залишилися на плаву. Одразу почалися пошуки загиблих людей і літака.
Оскільки капітан і другий пілот залишилися живі, слідчі допитали їх. Слідчі спочатку вважали, що майже одночасна зупинка двох двигунів може вказувати на те, що літаку не вистачило пального. Слідчі запитали, чи були якісь сигнали про низький рівень пального, на що пілоти відповіли, що сигналу про низький рівень палива не було, а от про низький тиск пального сигнал був (пізніше чорні скриньки підтвердять слова пілотів). Слідчі взялися перевіряти паливну систему літака, оскільки обставини рейсу 1153 були дуже схожі на інцидент із рейсом 236 компанії AirTransat, під час якого після ремонту двигуна встановили один зі шлангів меншого діаметра, і за 5 днів він протер шланг паливопроводу. Коли рейс 236 був високо над Атлантичним океаном, у літака зупинився спочатку правий двигун, а потім і лівий, тоді пілоти змогли здійснити аварійну посадку на а/б Лажеш, Азорські острови.
Однак паливна система літака рейсу 1153 була справна. Тоді слідчі звернули увагу на якість пального: можливо, причиною зупинки двигунів стало брудне пальне. Але експертиза показала, що пальне якісне. Тоді слідчі припустили, що причиною зупинки двигунів на рейсі 1153 могло стати закінчення пального.
Тим часом компанія експлуатант Tuninter передала слідчому Пеннеті журнал технічного обслуговування літака, у якому він знайшов цікавий запис. Напередодні катастрофи, ввечері 5 серпня 2005 року, цей літак також пілотував капітан Гарбі. Після прильоту він зробив запис про поломку паливоміра: він не відображав усі цифри. Уночі механік замінив паливомір, про що свідчив запис у журналі: «Встановлений паливомір, типу — 2250». Пеннета зрозумів, що причиною катастрофи міг стати неправильний паливомір від іншого типу літака.
На ATR-42 використовується паливомір типу 2250, а на ATR-72 — 2500. Пеннета оглянув ці паливоміри і зрозумів, що вони різняться лише написом типу на корпусі, але їхня форма однакова, тому механік міг випадково встановити паливомір неправильного типу. Але запис у журналі міг бути звичайною помилкою, потрібні були факти.
Через три тижні після катастрофи військові підняли рештки літака, чорні скриньки, дані з яких підтвердили слова пілотів, а потім дістали й кабіну пілотів. Пеннета прибув одразу, і його підозри справдилися: на літаку був встановлений паливомір не того типу.
Слідчі зробили експеримент — заправили ATR-72 з паливомірами правильного і неправильного типу. Результати шокували всіх: коли баки порожні, неправильний паливомір показує наявність 1800 кг палива — саме таку цифру відображав паливомір капітана Гарбі. Але слідчі звернули увагу запис на речовому самописці: капітан перед вильотом із Барі побачив, що в літаку надто багато пального, але не знайшов талона про заправку. Він повідомив про це диспетчеру, і той сказав, що віддасть талон, коли Гарбі прибуде назад у Барі. Але талона не було, тому що літак не заправляли, і в Барі капітан Гарбі дозаправив лише 400 кг пального, думаючи, що на борту 2700 кг, але в той час ця цифра становила 940 кг, яких було недостатньо для перельоту.
Пізніше колега Пеннети заявив, що літак міг долетіти до Палермо, для цього вони в симуляторі відтворили рейс 1153, і тестовий пілот зміг долетіти до аеропорту, але в нього була перевага: він знав обставини ситуації, а на борту не було пасажирів, яких потрібно було рятувати. Крім того, у літаку капітана Гарбі відмовили деякі прилади і спостерігалися проблеми з радіозв'язком.
Капітан до останнього намагався перезапустити двигуни, не знаючи, що це було неможливо в принципі через відсутність пального, але паливомір показував, що пальне є. Якби капітан знав, що пального немає взагалі, він, можливо, зміг би долетіти до аеропорту Палермо у режимі планерування. Для цього треба було скинути швидкість до 232 км/год і виконати флюгування гвинтів, щоб планерувати в оптимальному режимі, але він летів на 88 км/год швидше і не флюгував гвинти, адже при перезапуску двигунів флюгування не виконується.
Перед ударом об воду капітан Гарбі підняв ніс літаку, тим самим змусивши його залишатися на поверхні води, а не піти під воду. Під час удару також відламався хвіст літака; через отвір, що утворився, пасажири змогли врятуватися, а жертв стало значно менше, а ніж могло бути.

## Компенсації
Компанія Tuninter компенсувала сім'ям пасажирів по 20 000 дол. 7 вересня 2005 року італійський уряд заборонив польоти літаків авіакомпанії Tuninter у повітряному просторі Італії.

## Судимість
У березні 2009 року італійський суд засудив пілота Чафіка Гарбі, до 10 років тюремного ув'язнення за ненавмисне вбивство. За словами прокурорів, після зупинки двигунів Гарбі не зробив усе можливе, щоб долетіти до ЗПС 25 аеропорту Палермо. Свідки кажуть, що він піддався паніці й почав голосно молитися. Ще шість осіб, у тому числі другий пілот, а також директор Tuninter Airlines засуджені на строки від 8 до 10 років. Вони не відбуватимуть строк доки триває апеляційний процес.

## Культура
Авіакатастрофа була показана в 7-му сезоні канадського документального телесеріалу «Розслідування авіакатастроф» у серії «Аварійне приводнення».